# Joaquín Peinado
Joaquín Ruiz-Peinado Vallejo, dit Joaquín Peinado (né à Ronda le 19 juillet 1898 et mort à Paris le 13 février 1975), fut un peintre cubiste espagnol et un des plus grands représentants de l'« École espagnole de Paris ».

## Biographie
En 1915 il intègre l'École supérieure de commerce de Séville, où il restera jusqu'en 1918. Cette même année, il abandonne ses études de commerces pour intégrer l'Académie royale des beaux-arts de San Fernando de Madrid, où il sera l'élève de Julio Romero de Torres et de Cecilio Plá.
En 1923 il voyage à Paris, où il connaîtra et deviendra ami de Picasso et Luis Buñuel, entre autres membres de la colonie espagnole, appelée plus tard l'« École espagnole de Paris ». Il étudie à l'Académie Ranson, à l'Académie Calarossi et à l'Académie de la Grande Chaumière, découvrant ainsi la peinture cubiste qui marquera par la suite son œuvre.
Après avoir participé à diverses expositions, il voyage à Amsterdam en 1926 où il travaillera sur les décors de l'œuvre de Manuel de Falla El retablo de maese Pedro, que dirige son ami Buñuel.
En 1927 il gagne le prix de peinture du Conseil de Malaga et revient en Espagne où il participera comme illustrateur dans plusieurs revue, comme Litoral de Málaga ou La Gaceta Literaria (es) de Madrid. Il participe à de grandes expositions collectives sur la peinture d'avant-garde : L' Exposition de peintures et sculptures d'Espagnols résidant à Paris à Madrid et l' Exposition Régionale d'Art Moderne à Grenade.
Ses idées républicaines le poussent à participer, depuis Paris, à des tâches de propagande avec le gouvernement de la Seconde République espagnole lors de la Guerre civile espagnole. Il reste à Paris pendant pratiquement toute la Seconde Guerre mondiale, et en 1946 il participe, en tant que délégué de la Section des peintres espagnols de l'École de Paris, à l'exposition internationale organisée par l'Unesco et sera présent, avec Francisco Bores, Óscar Domínguez, Ginés Parra, José Palmeiro et Pablo Picasso, à l'exposition célébrée dans la Galerie nationale à Prague intitulée « Art de l'Espagne républicaine ; Artistes de l'École de Paris ».
Après avoir voyagé et exposé dans plusieurs pays d'Amérique, il revient en Espagne en 1969 où il sera nommé membre de l'Académie royale des beaux-arts de San Telmo (es) de Málaga.
Il meurt le 13 février 1975 à Paris, à l'hôpital Cochin, à l'âge de 76 ans.
Ronda, sa ville natale, a fait construire le Musée Joaquín Peinado (es).

## Conservation
Les œuvres de Peinado sont conservées dans plusieurs musées dans le monde:
- Musée des beaux-arts de Bilbao
- Musée des beaux-arts de Buenos Aires
- Musée Goya de Castres
- Musée d'art contemporain de Madrid
- Musée des beaux-arts de Montevideo
- Université de New York
- Musée d'art moderne de la ville de Paris